# Огонньор-Бьолькьойдьорьо
Огонньо́р-Бьолькьойдьорьо́ (рос. Огоннёр-Бёлькёйдёрё) — група невеликих островів в Оленьоцькій затоці моря Лаптєвих. Територіально відноситься до Якутії, Росія.
Розташовані в центрі затоки, в дельті річки Оленьок. Знаходиться між затокою Огонньор-Кубата на півночі та протокою Улахан-Уес на півдні. Вузькими протоками на сході відокремлені від сусіднього острова Улахан-Ари на заході — острова Огонньор-Арита. Вкриті болотами та пісками, оточені мілинами.
| Росія | Це незавершена стаття з географії Росії. Ви можете допомогти проєкту, виправивши або дописавши її. |